# District de Furubira

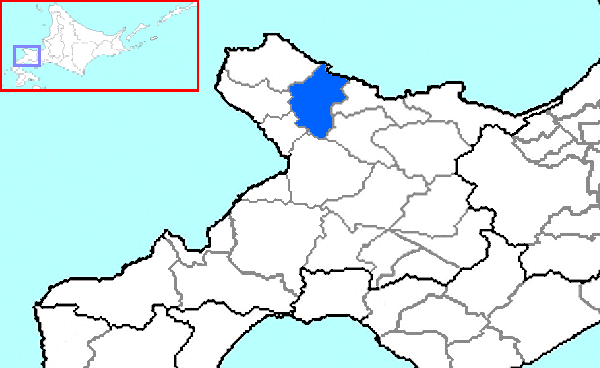
Emplacement du district de Furubira dans la sous-préfecture de Shiribeshi.

Le district de Furubira (古平郡, Furubira-gun) est un district de la sous-préfecture de Shiribeshi sur l'île de Hokkaidō au Japon.

## Géographie
Le district de Furubira est situé dans la partie nord de la sous-préfecture de Shiribeshi, à l'ouest de Sapporo.
Au 1er avril 2015, la population du district est estimée à 3 399 habitants pour une superficie totale de 188,36 km2, soit une densité de 18 personnes/km2.

## Histoire
À l'ère Edo, la région sud d'Ezo est sous la domination du clan Matsumae. En 1855, la région de l'actuel district de Furubira passe sous le contrôle du clan Sakai du domaine de Tsuruoka.
En 1869, après la fin de la guerre civile de Boshin, le bureau de colonisation de Hokkaidō, organisme du gouvernement de Meiji chargé du développement de l'ensemble des territoires situés au nord de l'île principale du Japon, Honshū, effectue un redécoupage administratif de l'île de Hokkaidō en créant 11 provinces, elles-mêmes découpées pour former 86 districts. Le district de Furubira est créé dans la nouvelle province de Shiribeshi. La réalité administrative de la nouvelle entité juridique ne débute cependant qu'en 1879 avec le découpage des districts en bourgs et villes.

## Bourgs et villages
- Furubira